# Hapi

Hapi avbildad som ett tvillingpar.

Hapi var en tidvattens- och fruktbarhetsgud i egyptisk mytologi.
Hapi förknippades med tidvattnet vid floden Nilen som Egypten alltid varit beroende av och han associerades med en ö intill den första katarakten.
Hapi gestaltades som en man med tunga bröst.